# 北方経済地区
北方経済地区(ほっぽうけいざいちく、ロシア語: Се́верный экономи́ческий райо́н/Severny ekonomichesky rayon)はロシアの12の経済地区の1つ。
2010年の人口は約477万人。(3.3%)2008年の国内総生産の4%を占める。ロシアの北極地方の西部を占める。賃金は国内平均より大幅に高いが、支出額は大幅に低い。国営企業で働く労働者が多い。失業率は国内平均の1.2倍以上である。気候は厳しいが、平均寿命は男女共に国内平均と同等である。高等教育を望む若者は地域を離れる為、学生の割合は国内平均より2割低い。

## 行政区画
- アルハンゲリスク州
- カレリア共和国
- コミ共和国
- ムルマンスク州
- ネネツ自治管区
- ヴォログダ州